# Grand Prix-wegrace van Oostenrijk 1976
De Grand Prix-wegrace van Oostenrijk 1976 was tweede race van wereldkampioenschap wegrace in het seizoen 1976. De race werd verreden op 2 mei 1976 op de Salzburgring nabij Salzburg.

## Algemeen
In Oostenrijk was er nogal wat verwarring vóór de races. Om te beginnen waren er een aantal coureurs naar het circuit afgereisd die daar te horen kregen dat ze (sommigen ondanks een contract) geen startgeld kregen omdat de organisatie "zich bedacht had". Daar was zelfs Jon Ekerold bij, die in 1975 nog tweede in de 500 cc klasse was geworden op de Salzburgring. De reden was niet moeilijk te raden: de organisatie ging ervan uit dat de coureurs na de lange reis ook zonder startgeld wel zouden starten. Verder was er verwarring over het al dan niet gebruiken van geluidsdempers op de uitlaten. Die verwarring was al in Frankrijk begonnen, maar toen had de wegracecommissie van de FIM verklaard dat de verplichting werd uitgesteld omdat ze te laat bekend was gemaakt. 

## 500 cc
In de 500 cc klasse was de snelste start voor Wil Hartog, die nota bene vanaf de derde startrij vertrok. Hij leidde zelfs even de race, maar kwam in de kopgroep samen met Phil Read, Barry Sheene, Johnny Cecotto en John Williams terecht. Hartog kreeg echter koelproblemen en viel al snel uit. Er bleef een geweldige strijd over, maar in de dertiende ronde viel Cecotto waarbij zijn Yamaha én een stapel strobalen uitbrandden. John Williams viel toen hij een baancommissaris moest ontwijken die met zijn gele vlag op de baan sprong toen Bruno Kneubühler gevallen was. Intussen was Teuvo Länsivuori naar de leiding van de race gereden, maar na 28 ronden begon Sheene ineens echt gas te geven. Al snel had hij 14 seconden voorsprong op Marco Lucchinelli, die in de 39e ronde de tweede plaats had overgenomen. Länsivuori was intussen gediskwalificeerd omdat hij voor een reparatie in de pit zijn motor had laten draaien. Phil Read eindigde de race als derde.

### Uitslag 500 cc
| Pos. | Coureur            | Merk      | Tijd          | Punten |
| ---- | ------------------ | --------- | ------------- | ------ |
| 1    | Barry Sheene       | Suzuki    | 1h 01' 21" 76 | 15     |
| 2    | Marco Lucchinelli  | Suzuki    | +13" 40       | 12     |
| 3    | Phil Read          | Suzuki    | +19" 31       | 10     |
| 4    | Michel Rougerie    | Suzuki    | +1' 05" 06    | 8      |
| 5    | Stu Avant          | Suzuki    | +1' 13" 88    | 6      |
| 6    | Giacomo Agostini   | MV Agusta | +1' 15" 19    | 5      |
| 7    | Víctor Palomo      | Yamaha    | +1 ronde      | 4      |
| 8    | Jack Findlay       | Suzuki    | +1 ronde      | 3      |
| 9    | Karl Auer          | Yamaha    | +1 ronde      | 2      |
| 10   | Alex George        | Yamaha    | +2 ronden     | 1      |
| 11   | Helmut Kassner     | Suzuki    | +2 ronden     |        |
| 12   | Tom Herron         | Yamaha    | +2 ronden     |        |
| 13   | Boet van Dulmen    | Yamaha    | +2 ronden     |        |
| 14   | Hans Stadelmann    | Yamaha    | +2 ronden     |        |
| 15   | Dieter Braun       | Suzuki    | +2 ronden     |        |
| 16   | Max Wiener         | Yamaha    | +2 ronden     |        |
| 17   | Børge Nielsen      | Yamaha    | +3 ronden     |        |
| 18   | Olivier Chevallier | Yamaha    | +3 ronden     |        |
| 19   | Michael Schmid     | Yamaha    | +3 ronden     |        |
| 20   | Peter Baláž        | Yamaha    | +4 ronden     |        |
| 21   | Siegfried Mayr     | Yamaha    | +4 ronden     |        |
| 22   | Philippe Chaltin   | Yamaha    | +7 ronden     |        |
| DNF  | Johnny Cecotto     | Yamaha    | Val           |        |
| DNF  | Pat Hennen         | Suzuki    |               |        |
| DNF  | John Williams      | Suzuki    |               |        |
| DNF  | Philippe Coulon    | Suzuki    |               |        |
| DNF  | Wil Hartog         | Suzuki    |               |        |
| DNF  | John Dodds         | Yamaha    |               |        |
| DNF  | Bruno Kneubühler   | Yamaha    | Val           |        |
| DNF  | Armando Toracca    | Suzuki    |               |        |
| DSQ  | Takazumi Katayama  | Yamaha    |               |        |
| DSQ  | Teuvo Länsivuori   | Suzuki    |               |        |

## 350 cc
Dieter Braun kreeg zijn Morbidelli ondanks nieuwe schokdempers niet goed aan het sturen (een probleem waar ook de fabriek mee worstelde) en koos ervoor in Oostenrijk met een Yamaha te starten. Johnny Cecotto trainde het snelste en won de race door na de snelste start niemand een kans te geven. Achter hem vochten Tom Herron, Leif Gustafsson, Bruno Kneubühler, Alex George en Giacomo Agostini om de tweede plaats, maar Agostini verdween al na enkele ronden met een slippende koppeling de pit in en George kreeg een vastloper. Walter Villa had een slechte start en zat in de beginfase in het middenveld, terwijl John Dodds richting de kopgroep aan het rijden was. Na 13 van de 35 ronden zat Villa echter al op de tweede plaats nadat hij tot vier keer toe het ronderecord had gebroken, maar hij moest toch toestaan dat Cecotto bij de finish acht seconden voorsprong overhield. Dodds werd derde.

### Uitslag 350 cc
| Pos. | Coureur             | Merk            | Tijd       | Punten |
| ---- | ------------------- | --------------- | ---------- | ------ |
| 1    | Johnny Cecotto      | Yamaha          | 51' 18" 83 | 15     |
| 2    | Walter Villa        | Harley-Davidson | +8" 15     | 12     |
| 3    | John Dodds          | Yamaha          | +37" 31    | 10     |
| 4    | Leif Gustafsson     | Yamaha          | +46" 61    | 8      |
| 5    | Dieter Braun        | Yamaha          | +51" 97    | 6      |
| 6    | Tom Herron          | Yamaha          | +56" 56    | 5      |
| 7    | Olivier Chevallier  | Yamaha          | +56" 80    | 4      |
| 8    | Chas Mortimer       | Maxton-Yamaha   | +1' 06" 67 | 3      |
| 9    | Patrick Pons        | Yamaha          | +1' 06" 98 | 2      |
| 10   | Gianfranco Bonera   | Harley-Davidson | +1' 13" 80 | 1      |
| 11   | Bruno Kneubühler    | Yamaha          | +1' 16" 91 |        |
| 12   | Paolo Tordi         | Yamaha          | +1' 21" 87 |        |
| 13   | Víctor Palomo       | Yamaha          | +1' 27" 32 |        |
| 14   | Franco Uncini       | Yamaha          | +1' 28" 65 |        |
| 15   | Jean-François Baldé | Yamaha          | +1 ronde   |        |
| 16   | Philippe Coulon     | Yamaha          | +1 ronde   |        |
| 17   | Jack Findlay        | Yamaha          | +1 ronde   |        |
| 18   | Hans Müller         | Yamaha          | +1 ronde   |        |
| 19   | Børge Nielsen       | Yamaha          | +1 ronde   |        |
| 20   | Hans Stadelmann     | Yamaha          | +1 ronde   |        |
| 21   | Philippe Chaltin    | Yamaha          | +1 ronde   |        |
| 22   | Max Wiener          | Yamaha          | +2 ronden  |        |
| DNF  | Takazumi Katayama   | Yamaha          |            |        |
| DNF  | Giacomo Agostini    | MV Agusta       |            |        |
| DNF  | Tapio Virtanen      | MZ              |            |        |
| DNF  | Gérard Choukron     | Yamaha          |            |        |
| DNF  | Alex George         | Yamaha          |            |        |
| DNF  | Pentti Korhonen     | Yamaha          |            |        |

## 125 cc
De 125 cc klasse kwam in Oostenrijk voor het eerst aan de start, waarbij men Henk van Kessel maar vooral Kent Andersson miste. Het gerucht ging dat die nog steeds bezig was zijn Yamaha raceklaar te maken. Toch was de algemene mening dat juist Andersson de Morbidelli's van Pier Paolo Bianchi en Paolo Pileri had kunnen verslaan. Pileri leidde na een ronde vóór Otello Buscherini (Malanca) en Bianchi, maar na een paar ronden had Pier Paolo Bianchi de leiding overgenomen, terwijl Pileri zijn handen vol had aan Buscherini. Pileri had duidelijk moeite met de bestuurbaarheid van zijn machine (een kwaaltje van de Morbidelli's begin 1976), maar wist op pure snelheid voor Buscherini te finishen. Ángel Nieto werd met de Bultaco vierde met een ronde achterstand.

### Uitslag 125 cc
| Pos. | Coureur            | Merk       | Tijd       | Punten |
| ---- | ------------------ | ---------- | ---------- | ------ |
| 1    | Pier Paolo Bianchi | Morbidelli | 48' 11" 98 | 15     |
| 2    | Paolo Pileri       | Morbidelli | +36" 69    | 12     |
| 3    | Otello Buscherini  | Malanca    | +1' 08" 04 | 10     |
| 4    | Ángel Nieto        | Bultaco    | +1 ronde   | 8      |
| 5    | Xaver Tschannen    | Maico      | +2 ronden  | 6      |
| 6    | Johann Zemsauer    | Rotax      | +2 ronden  | 5      |
| 7    | Hans-Jürgen Hummel | Yamaha     | +3 ronden  | 4      |
| 8    | Hans Müller        | Yamaha     | +3 ronden  | 3      |
| 9    | Peter Frohnmeyer   | Nava-DRS   | +3 ronden  | 2      |
| 10   | Werner Schmied     | Rotax      | +3 ronden  | 1      |
| 11   | Ulrich Graf        | Yamaha     | +3 ronden  |        |
| 12   | Hans Prähauser     | Yamaha     | +4 ronden  |        |
| 13   | Peter Szabó        | MZ         | +4 ronden  |        |
| 14   | János Reisz        | Yamaha     | +5 ronden  |        |
| DNF  | Eugenio Lazzarini  | Morbidelli |            |        |
| DNF  | Cees van Dongen    | Morbidelli |            |        |
| DNF  | Matti Matikainen   | Maico      |            |        |
| DNF  | Auno Hakala        | Yamaha     |            |        |
| DNF  | Hans Hallberg      | Yamaha     |            |        |
| DNF  | Toni Mang          | Morbidelli |            |        |
| DNF  | Heinz Pristavnik   | Yamaha     |            |        |
| DNF  | Michael Fahrmeier  | Yamaha     |            |        |
| DNF  | Franz Leitner      | Yamaha     |            |        |

## Zijspanklasse
Biland/Williams hadden in Oostenrijk de snelste trainingstijd, maar startten slecht en moesten een inhaalrace rijden tot een defecte waterpomp hen tot opgeven dwong. De strijd om de eerste plaats tussen Schwärzel/Huber en Steinhausen/Huber met hun Königs bleef spannend tot Schwärzel motorproblemen kreeg. Steinhausen won, Schwärzel werd toch nog tweede en Siegfried Schauzu/Clifton Lorentz (ARO-Fath) werden derde.

### Uitslag zijspanklasse
| Pos | Coureur            | Bakkenist                 | Merk             | Tijd       | Punten |
| --- | ------------------ | ------------------------- | ---------------- | ---------- | ------ |
| 1   | Rolf Steinhausen   | Josef Huber               | Busch-König      | 48' 26" 29 | 15     |
| 2   | Werner Schwärzel   | Andreas Huber             | König            | +9" 45     | 12     |
| 3   | Siegfried Schauzu  | Clifton Lorentz           | Schmid-Fath      | +1' 21" 76 | 10     |
| 4   | Hermann Schmid     | Martial Jean-Petit-Matile | Schmid-Yamaha    | +1 ronde   | 8      |
| 5   | Gerry Boret        | Nick Boret                | BSR-Yamaha       | +1 ronde   | 6      |
| 6   | Alain Michel       | Bernard Garcia            | GEP-Yamaha       | +1 ronde   | 5      |
| 7   | Ted Janssen        | Erich Schmitz             | Heukerott-Yamaha | +1 ronde   | 4      |
| 8   | Hanspeter Hubacher | Kurt Huber                | Yamaha           | +1 ronde   | 3      |
| 9   | Dick Greasley      | Cliff Holland             | Windle-Yamaha    | +1 ronde   | 2      |
| 10  | Amedeo Zini        | Andrea Fornaro            | König            | +2 ronden  | 1      |
| DNF | Rolf Biland        | Ken Williams              | Seymaz-Yamaha    |            |        |
| DNF | Helmut Schilling   | Rainer Gundel             | Aro              |            |        |
| DNF | George O'Dell      | Alan Gosling              | Windle-Yamaha    |            |        |
| DNF | Hans Prugl         | Horst Kussberger          | König            |            |        |

1927 · 1928 · 1929 · 1930 · 1947 · 1948 · 1950 · 1951 · 1952 · 1953 · 1954 · 1955 · 1956 · 1957 · 1958 · 1959 · 1960 · 1961 · 1962 · 1963 · 1964 · 1965 · 1966 · 1967 · 1968 · 1969 · 1970 · 1971 · 1972 · 1973 · 1974 · 1975 · 1976 · 1977 · 1978 · 1979 · 1981 · 1982 · 1983 · 1984 · 1985 · 1986 · 1987 · 1988 · 1989 · 1990 · 1991 · 1993 · 1994 · 1996 · 1997 · 2016 · 2017 · 2018 · 2019 · 2020 · 2021 · 2022 · 2023 · 2024 · 2025